# Glypta herschelana
Glypta herschelana là một loài tò vò trong họ Ichneumonidae.